# إمبراطورية ميم (فلم)
إمبراطورية ميم واحد من كلاسيكيات السينما المصرية للمخرج حسين كمال وهو إنتاج عام 1972.

## قصة الفيلم
تعمل الأرملة "منى" مديرة بوزارة التربية والتعليم وتعيش مع أولادها الستة بمراحل التعليم المختلفة وتعاني من مشاكلهم المختلفة، ثم تتعرف على رجل الأعمال الكبير "أحمد رأفت" الذي يعجب بها ويعرض عليها الزواج، ويضيق الأولاد ببعض توجيهات أمهم فيقررون إجراء انتخابات لترشيح أحدهم.

## تمثيل
- فاتن حمامة
- أحمد مظهر
- دولت أبيض
- سيف أبو النجا لكنه اختار اسم شقيقه خالد أبو النجا كإسم شهرة له
- هشام سليم
- ليلى حمادة
- حياة قنديل
- أسامة أبو الفتوح
- أحمد نجيب

## روابط خارجية
- إمبراطورية ميم على موقع IMDb (الإنجليزية)
- إمبراطورية ميم على موقع قاعدة بيانات الأفلام العربية
- إمبراطورية ميم على موقع قاعدة بيانات الفيلم (الإنجليزية)
- إمبراطورية ميم على موقع ليتربوكسد (الإنجليزية)
- إمبراطورية ميم على موقع كينوبويسك (الروسية)